# 阿佐谷パールセンター

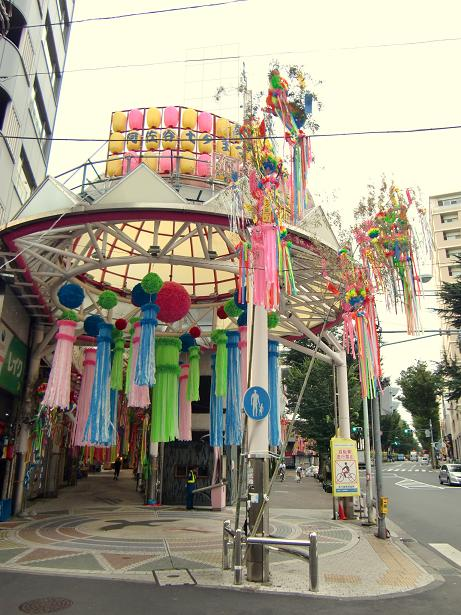
阿佐ヶ谷パールセンター入口（2015年8月撮影）

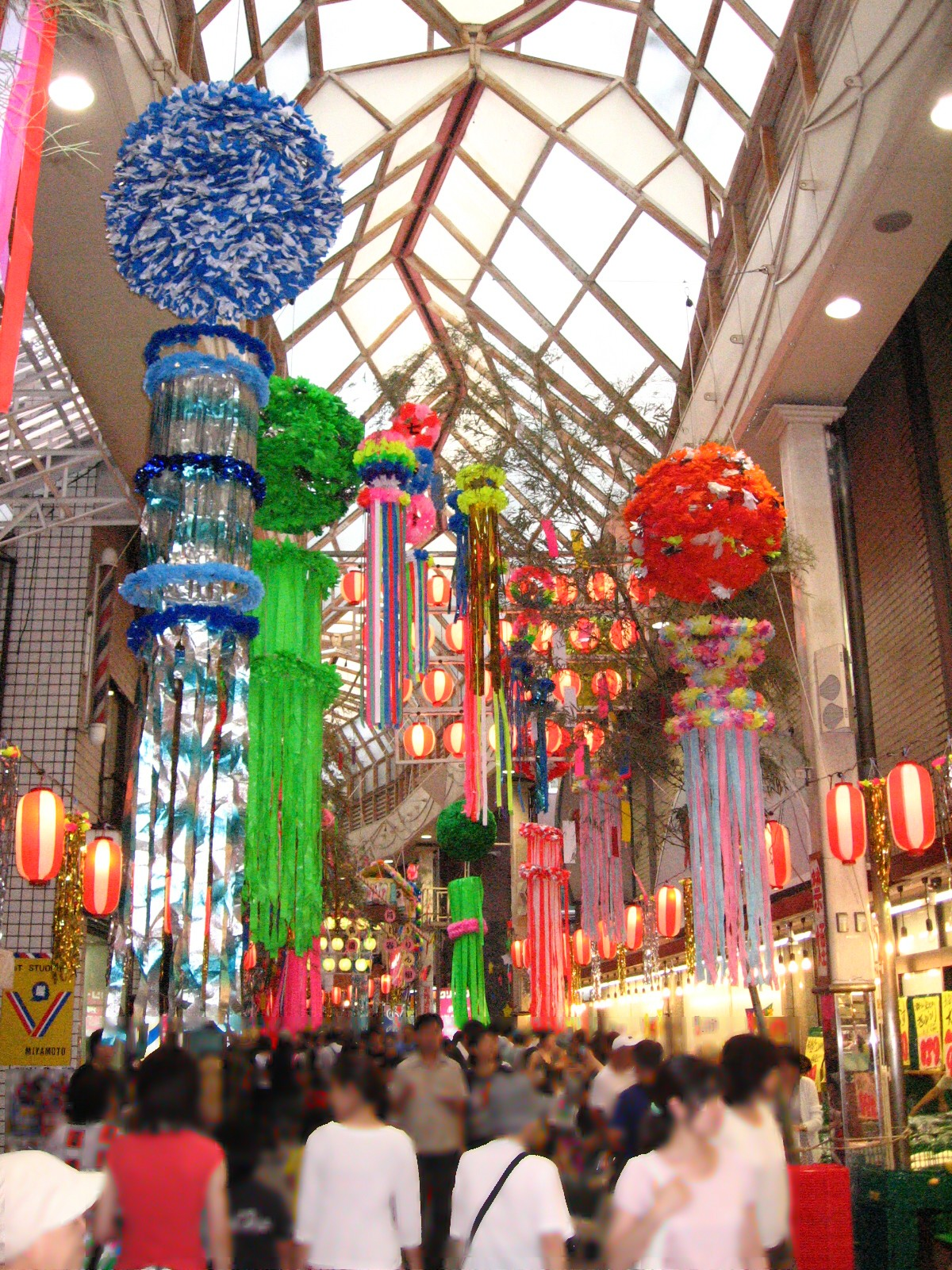
阿佐谷七夕まつり

阿佐谷パールセンター（あさがやパールセンター）は、東京都杉並区阿佐谷南1・2丁目に所在する商店街である。

## 立地
阿佐ケ谷駅（平日の月 - 金曜は快速も停車）南口から青梅街道にかけて南北に約700メートルに渡り展開する商店街。店舗数は約240店。

## 歴史
1932（昭和7）年に、杉並町・和田堀町・井荻町・高井戸町の4町が東京市へ編入し、東京市杉並区が発足。現在の阿佐ヶ谷駅周辺は新興住宅地として発展し、パールセンターの原型となる商店街には約120の店舗を構える都内有数の商店街となった。しかし太平洋戦争の影響を受け、店舗の閉店が相次ぎ、強制疎開により更地となった。
戦後は商店の営業が再開し、地元有志により更地を開拓し道路を整備。この道路が現在の「中杉通り」である。1954年に中杉通りに119本のケヤキを植樹し、現在の「けやき並木の中杉通り」が誕生した（現在は約270本のケヤキが植樹されている）。同時期に現在のパールセンターの前身にあたる「阿佐ヶ谷南本通商店会」が発足し、1954（昭和29）年には集客数の増加を狙い、第一回阿佐谷七夕まつりを開催。以降、陽暦8月7日を中日に、5日間開催されている。1960（昭和35）年に「阿佐ヶ谷南本通商店会」の愛称を公募し「各店舗が真珠（パール）のように輝き、首飾りのように商店同士が協力し、結び合い、繁栄する」願いを込め『阿佐ヶ谷パールセンター商店街』と命名された。1962（昭和37）年には全面アーケード（初代）の商店街が完成。1967（昭和42）年に全面カラータイル舗装の路面が完成した。1995（平成7）年から阿佐ヶ谷ジャズストリートのパブリック会場となっている。1999（平成11）年には現在の2代目となる全面アーケードが完成。阪神・淡路大震災を教訓に、災害時には屋根が開閉し火災を防ぐ災害対応屋根へ変更した。

## 阿佐谷七夕まつり
1954年（昭和29年）に始まった夏の風物詩である「阿佐谷七夕まつり」は、毎年8月に5日間に亘って開催される。仙台・平塚七夕まつりと並び「日本三大七夕まつり」と紹介されることも多い。例年50万人以上の来客数を誇る都内有数の夏祭りの一つである。アーケードは多くの飾りで彩られ、阿佐ケ谷駅構内や周辺商店街も飾りつけられる。2019年（令和元年・第66回）まで毎年開催されていたが、新型コロナウイルス感染症の感染拡大を受けて2020年～2022年は3年連続で中止となり、2023年（第67回）に4年ぶりに通常開催された。

## その他
- 阿佐ヶ谷駅西側高架下の商店街、および東側高架下の商店街は「Beans阿佐ヶ谷」（旧ダイヤ街･ゴールド街）、北西側の飲食店街は「スターロード」と、「パールセンター」のように貴金属や宝石から名前がつけられていた。

## 映画
- 『風が通り抜ける道』沖縄県後援、カンヌ国際映画祭2023年 披露上映作品、沖縄国際映画祭2023年 正式出品作品、一般劇場公開2024年（イオンエンターテイメント）